# Космос-2535
Космос-2535 — российский военный спутник, запущенный 10 июля 2019 года в 17:14 UTC с космодрома Плесецк ракетой-носителем легкого класса «Союз-2.1в».
Согласно информации Минобороны РФ, основная задача космического аппарата — исследование воздействия на космические аппараты искусственных и естественных факторов космического пространства.

## Первоначальные орбитальные данные спутника
• Перигей — 611 км
• Апогей — 622 км
• Период обращения вокруг Земли — 97.03 мин
• Угол наклона плоскости орбиты к плоскости экватора Земли — 97,88°

## Хронология
10 июля 2019 года в 17:14 UTC с космодрома Плесецк был произведен успешный запуск ракеты-носителя «Союз-2.1в» с блоком из четырех космических аппаратов. После принятия на управление космическим аппаратам присвоены порядковые номера «Космос-2535», «Космос-2536», «Космос-2537», «Космос-2538».
11 июля 2019 года пресс-служба Минобороны РФ сообщила о том, что блок выведения «Волга» после доставки военных спутников на целевые орбиты был уведен на орбиту захоронения за счет трех включений двигательной установки
11 июля 2019 года РКЦ «Прогресс», производитель ракет-носителей «Союз» сообщил, что недавний запуск завершил летные испытания «Союз-2.1в». Отмечается, что на борту ракеты находились космические аппараты производства г. Москва, что исключает традиционных разработчиков военной полезной нагрузки, таких как АО «Информационные Спутниковые Системы» имени академика М. Ф. Решетнёва" в Железногорске, АО Ракетно-космический центр «Прогресс» в Самаре и КБ Арсенал в Санкт-Петербурге.
1 августа 2019 года Минобороны РФ сообщили, что российский военный спутник-инспектор провел орбитальное обслуживание другого военного спутника-регистратора. В министерстве дополнили, что сейчас продолжаются летные испытания космических аппаратов «Космос-2535» и «Космос-2536»
Космический историк Джонатан Макдауэлл сообщил, что 7 августа 2019 года, около 12:00 UTC, спутники «Космос-2535» и «Космос-2536» совершили кратковременную вторую встречу на орбите. Тем временем все имеющиеся данные слежения показали, что два других объекта, доставленные на орбиту в ходе того же запуска, не совершали маневров. Позднее он добавил, что в августе-октябре спутники еще несколько раз сближались друг с другом.
17 октября 2019 года военные США сообщили об обнаружении на орбите нескольких неизвестных объектов после неоднократных сближений российских военных спутников. По утверждению американских военных, объекты отделились от спутника «Космос-2535», поэтому в каталоге имеют одинаковые названия «COSMOS 2535 DEB»
16 января 2020 года военно-воздушные силы США обнаружили около 20 неизвестных предметов, которые отделились от российского военного спутника «Космос-2535». Они летают на высоте от 359 до 969 километров над Землей, а сам аппарат находится примерно на 600 километрах
12 марта 2021 года, согласно заметке астронома-любителя Нико Янссена, космические аппараты «Космос-2535» и «Космос-2536», предположительно, состыковались.